# Тревого Ігор Севірович
Тревого Ігор Севірович — доктор технічних наук, професор кафедри геодезії Інституту геодезії Національного університету «Львівська політехніка». Президент Українського товариства геодезії й картографії.

### Біографія
Ігор Севірович Тревого народився 27 лютого 1939 року у м. Ленінграді (нині Санкт-Петербург, Росія) в сім'ї службовців.
Ще зовсім малим Ігор Тревого пізнав всі жахи воєнного часу — у перші її дні загинула його мати, а він разом із старшою сестрою залишився на руках бабусі в Білорусі, де проживав аж до 1952 року. Там же він закінчив шість класів середньої школи.
У сьомий клас Ігор пішов вже у Львові, куди переїхав його батько. Після закінчення середньої школи 1956 року вступив до Львівського політехнічного інституту, ставши студентом геодезичного факультету за спеціальністю «астрономогеодезія». Під час навчання в інституті був старостою групи, займався науково-дослідною роботою у студентському науковому гуртку, став майстром з велосипедного спорту СРСР.
Після закінчення інституту у 1961 р. Ігор Севірович отримав диплом інженера астрономо-геодезиста і пішов працювати у Всесоюзний науково-дослідний і проектний інститут «Сільелектро» (м. Львів).
Тут він займався топографічним зніманням та інженерно-геодезичними роботами, пов'язаними з проектуванням ліній електропередач, за вісім років пройшов шлях від інженера-геодезиста до керівника геодезичної групи.
Проте потяг до наукових досліджень, який проявився ще у студентські роки, привів вже майже сформованого виробничника в аспірантуру на кафедру геодезії Львівської політехніки.
Цей його крок завершився тим, що в 1969 р. Ігор Тревого став асистентом кафедри геодезії, а у 1972 р. успішно захистив кандидатську дисертацію на тему «Питання попереднього обчислення точності ходів міської та інженерної полігонометрії».
Саме з тих пір і по сьогоднішній день вся трудова, наукова та громадська діяльність Ігоря Севіровича Тревого пов'язана з Львівською політехнікою, кафедрою геодезії, факультетом (тепер інститутом) геодезії.
Тут він став доктором технічних наук, професором, деканом повної вищої освіти, тут розкрився його талант як організатора громадського геодезичного життя.
Він читав лекції і вів лабораторні та практичні заняття на геодезичному, інженерно-будівельному, теплотехнічному, архітектурному, загально технічному факультетах, тісно поєднуючи навчальну роботу з науковою діяльністю.

### Професійна та громадська діяльність
Ігор Севірович Тревого активний професійний та громадський діяч. Перелік його адміністративних та науково-громадських посад різних часів захоплює:
- заступник директора — декан повної вищої освіти Інституту геодезії НУ «Львівська політехніка» з 2001 р.,
- голова науково-методичної ради Інституту геодезії,
- голова науково-видавничої комісії НУ «Львівська політехніка»,
- відповідальний секретар приймальної комісії (у 1980-х роках),
- член Міжнародної наукової комісії KAPG (1970-80 рр.),
- наукової комісії з геодезичної освіти FIG з 2007 р.,
- член вченої ради Інституту геодезії, науково-методичної ради НУ «Львівська політехніка», спеціалізованої вченої ради із захисту докторських і кандидатських дисертацій, науково-методичної ради «Укргеодезкартографії»,
- науковий керівник аспірантів (підготував 3 кандидатів наук) та офіційний опонент на захистах докторських і кандидатських дисертацій,
- організатор щорічних міжнародних науково-технічних конференцій «Геофорум», головний редактор фахового журналу «Сучасні досягнення геодезичної науки та виробництва»,
- заст. головного редактора журналу «Вісник геодезії та картографії», член редколегій багатьох фахових видань,
- член Державної метрологічної комісії з вимірювання великих довжин,
- президент Українського товариства геодезії і картографії з 2006 р.,
- голова правління Західного геодезичного товариства УТГК з 1992 р.

Найважливіші результати його громадської діяльності можна подати в наступних рядках, зокрема:
- суттєве розширення рядів Українського товариства геодезії і картографії, зміцнена його юридичної та матеріальної бази;
- налагодження співпраці з міжнародними громадськими, науковими, навчальними та виробничими організаціями;
- широке висвітлення у засобах масової інформації діяльності Українського товариства геодезії і картографії;

За його участю і під його безпосереднім керівництвом налагоджено регулярне видання фахового збірника наукових праць «Сучасні досягнення геодезичної науки та виробництва», розроблено і запроваджено відзнаку «Почесний геодезист України», триступеневі фахові відзнаки «За заслуги в геодезії та картографії» і нову медаль ім. проф. Островського А. Л.

### Нагороди і відзнаки
За активну наукову і громадську діяльність, зразкове виконання службових обов'язків, видатний особистий внесок у розвиток геодезичної науки в Україні І. С. Тревого нагороджений багатьма відзнаками нагородами, що свідчать про високий авторитет цього видатного вченого і педагога.
Ось неповний перелік цих нагород і відзнак: Почесний геодезист України, відмінник геодезії і картографії СРСР, відмінник освіти України, звання «Заслужений працівник освіти України» (2009 р.), «За заслуги в геодезії та картографії» І-го і ІІ-го ступенів, 15 років Збройним Силам України, Zlota odznaka honorowa SGP, грамоти: Міністерства освіти та науки України, Міністерства охорони навколишнього природного середовища, Укргеодезкартографії, профспілок України, Національного університету «Львівська політехніка» тощо.

### Наукова діяльність

#### Головні напрями наукових інтересів
«Створення міських геодезичних мереж»; «Дослідження точності світловіддалемірних і GPS-вимірювань»; «Створення еталонних базисів і полігонів для метрологічної атестації світло-віддалемірів і GPS-приймачів».

#### Результати наукових досліджень
Результати своїх наукових досліджень він узагальнив у кандидатській та докторській дисертаціях на тему «Питання попереднього обчислення точності ходів міської та інженерної полігонометрії» і «Проблеми побудови планових геодезичних мереж в містах та методи їх вирішення».
Ось лише короткий перелік найважливіших результатів його наукових досліджень:
- запропонована методика і формули для розрахунку допусків світловіддалемірної полігонометрії, встановлені джерела похибок світловіддалемірних вимірювань в полігонометрії тар озроблені рекомендації з їх врахування. Вперше досліджена приладна температурна похибка світловіддалеміра і встановлено її систематичний характер;
- на основі багатоцільових наукових досліджень геодезичних мереж великих міст (Одеса, Мінськ, Кишинів) запропоновано класифікацію міст за кліматичними та індивідуальними особливостями для оптимізації проектування мереж і організації спостережень з позиції зменшення впливу зовнішнього середовища. Встановлено, що над прибережними містами утворюються поля рефракції першого роду (за класифікацією проф. А. Л. Островського). Виявлена і вивчена динаміка геодезичних пунктів, що встановлюються на будівлях та розроблені рекомендації щодо усунення чи послаблення її впливу на точність міських геодезичних мереж і, особливо, міських геодинамічних полігонів;
- розроблена та впроваджена у практику конструкція багатоцентрових взірцевих лінійних геодезичних базисів та розроблені рекомендації з їх проектування, закладці і метрологічній атестації. Вперше показано, що інтервали взірцевого базису можна оперативно і точно визначати і контролювати GPS-приймачами;
- Розроблена нова методика спостережень за деформаціями бортів кар'єрів.

Під безпосереднім керівництвом Ігоря Севіровича Тревого створено Яворівський еталонний науковий геодезичний полігон для розробки та дослідження нових сучасних геодезичних метрологічних технологій і атестації світловіддалемірів, електронних тахеометрів, GPS-приймачів тощо.

#### Видавнича діяльність
І. С. Тревого опубліковано біля 300 наукових та науково-методичних праць з вищеназваних питань, підручники, навчальні посібники тощо.

##### Вибрані публікації
1. Тревого И. С., Шевчук П. М. Городская полигонометрия. М.: Недра, 1986.- 199 с. с ил.
2. Геодезичні прилади [Текст]: [Навч. посіб. для вищ. навч. закл.] / О. І. Мороз, І. С. Тревого, Т. Г. Шевченко; Зазаг. ред.: Т. Г. Шевченко ; Нац. ун-т «Львів. політехніка». — Львів : вид-во Нац. ун-ту Львів. політехніка, 2005. — 263 с: іл. — Бібліогр.: с. 262—263 (25 назв). —ISBN 966-553-447-5
3. Шевченко Т. Г., Мороз O.I., Треного I.C. Геодезичні прилади. Практикум: Навчальний посібник (За загальною редакцією Т. Г. Шевченка) Львів: Видавництво Національного університету «Львівська політехніка», 2007.- 196 с.
4. Геодезичні прилади. Практикум: навч. посіб. для підготов. студ. вищ. навч. закл. за напрямом 6. 0709 Геодезія, картографія та землеустрій / І. С. Тревого, Т. Г. Шевченко, О. І. Мороз ; зазаг. ред. Т. Г. Шевченка; Нац. ун-т Львів. політехніка / Шевченко (Ред.). —2-ге вид., допов. — Л. : Вид-во Нац. ун-ту Львів. політехніка, 2010. — 235 с. :a-рис. — На обкл. зазнач. авт.: Т. Г. Шевченко, О. І. Мороз, І. С. Тревого. —ISBN 978-966-553-906-3
5. Шевченко Тарас Георгійович, Мороз Олександр Іванович, Тревого Ігор Севірович. Геодезичн іприлади: підручник для студ. напряму Геодезія, картографія та землевпорядкування вищих навч. закл. / Національний ун-т Львівська політехніка/ Тарас Георгійович Шевченко (заг.ред.). — 2-ге вид., переробл. та доп. — Л.,2009. — 484с. : рис., табл. — Бібліогр.: с. 437—438. — ISBN 978-966-553-761-8.
6. Т. М. Гребенюк, П. І. Волчко, В. Ю. Жидков, В. Д. Макаревич, В. М. Корольов, О. П. Полець, С. Г. Власенко, І. С. Тревого; Військова топографія/ За ред. П. П. Ткачука, І. С. Тревого. Навчальний посібник. Львів: Видавництво Львівської політехніки,2008. — 384 с.
7. А. С.№ 853391 (СРСР). Устройство для центрирования геодезических приборов. Автори: В. О. Літинський, І. С. Тревого, Б. Т. Тлустяк (1981 р.).
8. Висновок про відповідність винаходу умовам патентоздатності. № 2004 0403 233Спосіб визначення об'ємів ґрунту. Автори: І. Ф. Гарасимчук, І. С. Тревого, Т. Г. Шевченко (2004 р.);
9. Висновок про відповідність винаходу умовам патентоздатності. № 2005 01677Спосіб метрологічного контролю приймально-вимірювального наземного комплексу супутникових систем та пристрої для його здійснення. Автори: І. С. Тревого, С. Г. Савчук (2005);
10. Висновок про відповідність винаходу умовам патентоздатності.№ 80158 Спосіб визначення об'єму грунту. Автори: І. Ф. Гарасимчук, І. С. Тревого, Т. Г. Шевченко (2007 р.);